# Motorola Moto X
Le Motorola Moto X est un smartphone à écran tactile du constructeur américain Motorola Mobility commercialisé depuis la fin du mois d'août 2013 aux États-Unis et durant le mois de septembre dans d'autres pays. C'est le premier smartphone produit par Motorola depuis son rachat par Google. Il fonctionne sous le système d'exploitation Android. Depuis que Google a revendu Motorola à Lenovo, Motorola a commercialisé une seconde génération du Moto X sortie en 2014 appelée Motorola Moto X V2 ou Moto X 2014.

## Caractéristiques et fonctionnalités
Il est doté des caractéristiques suivantes :
- Un écran AMOLED de 4.7 Pouces (5.2 pouces pour le V2)
- Un processeur Snapdragon S4 Pro 1,7 GHz (processeur Qualcomm Snapdragon 801 2,5 GHz pour le V2)
- un processeur graphique Adreno 320 (processeur Qualcomm Adreno 330 pour le V2)
- 2 Go de RAM pour les 2 versions
- Possibilité d'allumer la caméra en donnant un petit coup de poignet
- Activation et utilisation de l'appareil par commande vocale
- Technologie AMOLED, qui permet d'allumer seulement certains pixels de l'écran.
- Deux processeurs indépendants, ce qui réduit la consommation de la batterie (la partie reconnaissance vocale est traitée par un processeur dédié).
- Batterie de 2 300 mAh (ce qui est, malgré les optimisations réalisées, assez peu pour un téléphone de cette gamme)

Le Motorola Moto X a été construit pour être rapide. Ses processeurs et son appareil photo 720p ont une réponse plus rapide, grâce aux 2 Go de mémoire vive. Le Moto X 2014 possède un processeur Snapdragon S801, il est doté d'un appareil photo de 13MP lui permettant de filmer en 4K. Motorola a précisé que les notifications lumineuses ne seraient pas aussi gênantes que sur les appareils dont la petite DEL clignote sans arrêt jusqu'à ce que l'utilisateur consulte ses notifications.

## Personnalisation
Le 1er août 2013, Motorola a annoncé que le Moto X serait personnalisable à partir du site web créé pour ce mobile, Moto Maker.
Il est possible de personnaliser les points suivants :
- Le panneau avant en noir ou blanc
- 18 couleurs différentes pour le panneau arrière ainsi que la possibilité d'avoir un panneau en bois
- Couleur des boutons et des lignes de jonction entre les deux panneaux
- Faire graver une inscription sur le panneau arrière
- Différents papiers peints (Il est tout de même possible de changer de papier peint comme bon vous semble.)
- Stockage de 16 ou 32 Go

Le service Moto Maker n'est pas disponible en Europe, seules la version noire et la version blanche y sont vendues.